# Golemo Selo
Golemo Selo (izvirno srbsko Големо Село) je naselje v Srbiji, ki upravno spada pod Mesto Vranje; slednja pa je del Pčinjskega upravnega okraja.

## Demografija
V naselju živi 820 polnoletnih prebivalcev, pri čemer je njihova povprečna starost 42,2 let (40,0 pri moških in 44,4 pri ženskah). Naselje ima 326 gospodinjstev, pri čemer je povprečno število članov na gospodinjstvo 3,22.
|  |

| Demografija | Demografija     | Demografija     |
| Leto        | Št. prebivalcev | Št. prebivalcev |
| ----------- | --------------- | --------------- |
|             |                 |                 |
|             |                 |                 |
|             |                 |                 |
|             |                 |                 |
| 1948        | 1738            |                 |
| 1953        | 1772            |                 |
| 1961        | 1691            |                 |
| 1971        | 1451            |                 |
| 1981        | 1232            |                 |
| 1991        | 1116            | 1085            |
| 2002        | 1092            | 1051            |
|             |                 |                 |

| Etnična sestava po popisu iz leta 2002 | Etnična sestava po popisu iz leta 2002 | Etnična sestava po popisu iz leta 2002 | Etnična sestava po popisu iz leta 2002 | Etnična sestava po popisu iz leta 2002 |
| -------------------------------------- | -------------------------------------- | -------------------------------------- | -------------------------------------- | -------------------------------------- |
| Srbi                                   | Srbi                                   |                                        | 1.048                                  | 99,71%                                 |
| Romuni                                 | Romuni                                 |                                        | 1                                      | 0,09%                                  |
| Makedonci                              | Makedonci                              |                                        | 1                                      | 0,09%                                  |
| Neznano                                | Neznano                                |                                        | 1                                      | 0,09%                                  |